# Больница имени братьев Бахрушиных
Больница имени братьев Бахрушиных — комплекс зданий в Москве по адресу улица Стромынка, дом 7, корпус 1. Выявленный объект культурного наследия.
В 2021 году больница была закрыта, а в 2023 году появилась информация, что здания больницы собираются выставить на торги.

## История
Купцы и фабриканты братья Пётр, Александр и Василий Бахрушины были известны своей благотворительностью. На их деньги в 1885—1887 годах была возведена и больница для хронических больных в Сокольниках. Московские власти отвели для строительства большой участок Сокольничьего поля, на тот момент застроенного не полностью. Архитектурный проект был разработан Б. В. Фрейденбергом при участии М. Н. Чичагова. Больница была рассчитана на 200 коек, а на её возведение и содержание Бахрушины пожертвовали сумму в 450 тысяч рублей. В больнице лечили «лиц всякого звания, преимущественно из недостаточных жителей», пациентов больницы, лечение которых проводилось за счёт учреждения, называли «пенсионерами братьев Бахрушиных».
Владение больницы тянется вдоль Стромынки, по краям квартала были проложены две новые улицы, получившие, как и сама больница, названия в честь создателей больницы — Большая и Малая Бахрушинская улицы. Корпуса больницы располагались вдоль улицы Стромынки, чуть в глубине участка, во дворе был разбит больничный сад. Все строения выполнены в русском стиле, наиболее представительным являлось главное здание больницы. Украшениями его фасада служили элегантные наличники окон, «ширинки», карниз и парадное крыльцо в центре здания. В нём была устроена домовая церковь во имя Иконы Богоматери «Всех скорбящих радость», три главки храма возвышались над корпусом. В дополнение к этой церкви в глубине участка, в сторону Малой Бахрушинской улицы, стоял храм Св. Пантелеймона, выполненный в русском стиле, как и остальные здания. Под домовой церковью располагался фамильный склеп братьев Бахрушиных, где впоследствии были похоронены 7 человек: Пётр, Александр и Василий Бахрушины, их жёны, и сын Александра — Владимир Александрович Бахрушин.

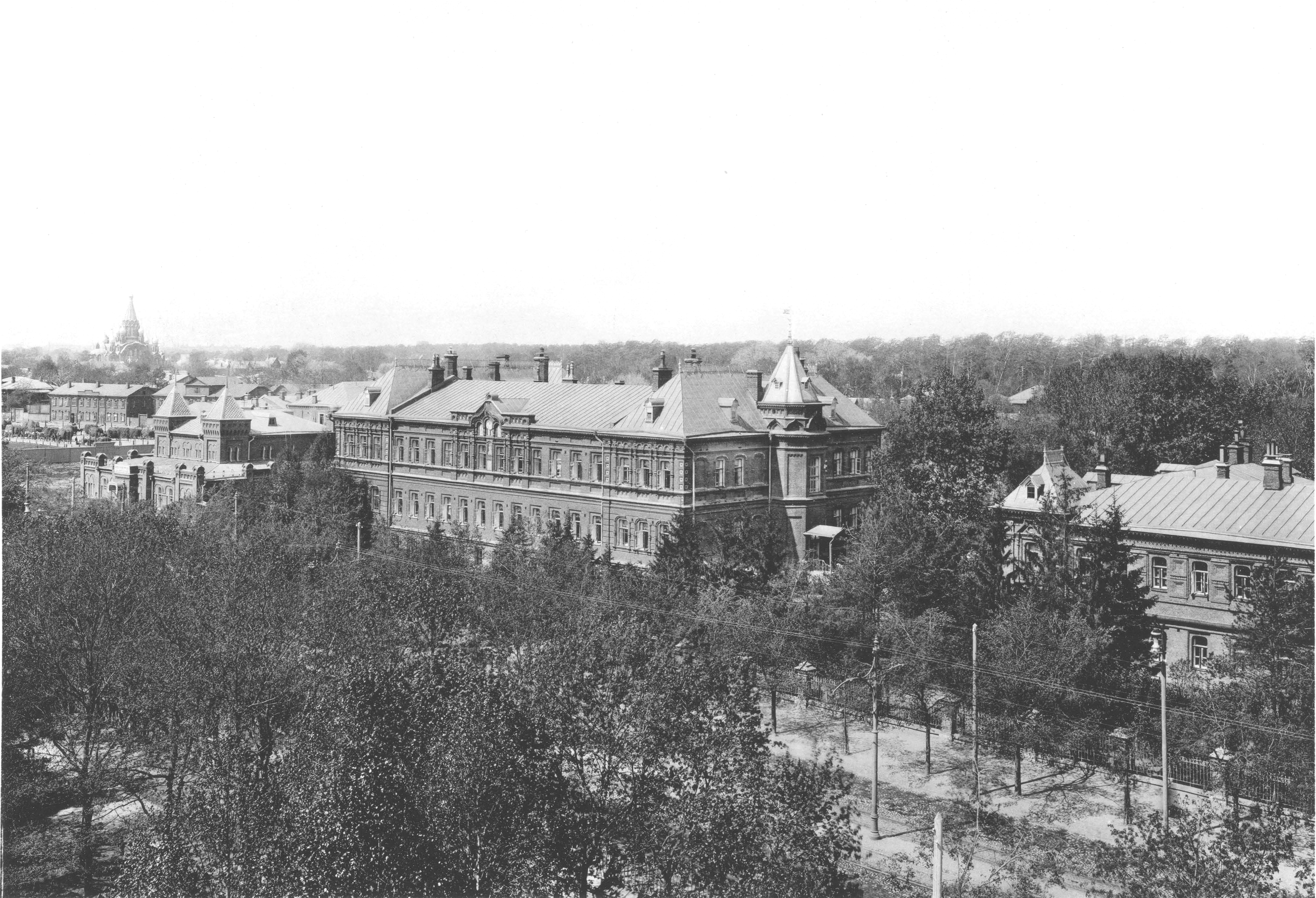
Больница и дом призрения

С течением времени достраивались новые корпуса больницы. Так в 1892 году построен дом призрения для неизлечимых больных (хоспис). В 1902 году на средства Московского городского управления был возведён родильный дом с приютом, проект которого выполнил архитектор И. А. Иванов-Шиц. Спустя несколько лет к ним добавились амбулатория и корпус для больных туберкулезом.
В 1911 году по решению Московской городской думы больница стала учебной базой Высших женских курсов (по госпитальной хирургии).
Первым Директором и главным доктором больницы был действительный статский советник, доктор медицины Пфель Леонид Карлович. После его кончины в 1904 году до начала 1906 года эту должность исполнял терапевт Титов Николай Дорофеевич. А с 1906 по 1918 год Директором и главным доктором больницы был вначале надворный советник, а в конце службы действительный статский советник, доктор медицины Чиж Сергей Францевич.
После революции больница (в 1923 г.) и примыкающие к ней улицы переименованы в честь доктора А. А. Остроумова. Оба храма в начале 1920-х годов были закрыты, домовая церковь вскоре после этого была уничтожена, а центральная часть главного корпуса вместо этого была достроена до трёх этажей. На церкви Св. Пантелеймона был снесён купол, а в 1971 году и здание целиком, до этого момента в бывшей церкви размещался больничный морг. Склеп Бахрушиных предполагалось уничтожить вместе с храмом над ним. Оставшиеся родственники не имели возможность выделить деньги на перезахоронение. В результате склеп был замурован, и могилы Бахрушиных скорее всего и по сей день находятся под больницей.
Долгое время называлась ГКБ № 33, затем недолго № 14 им. Короленко. В 2013 году больница была переименована в Городскую клиническую больницу № 5.
Наконец в 2016 году приказом Департамента здравоохранения города Москвы № 795 от 22.09.2016 переименована в ГКБ имени братьев Бахрушиных.

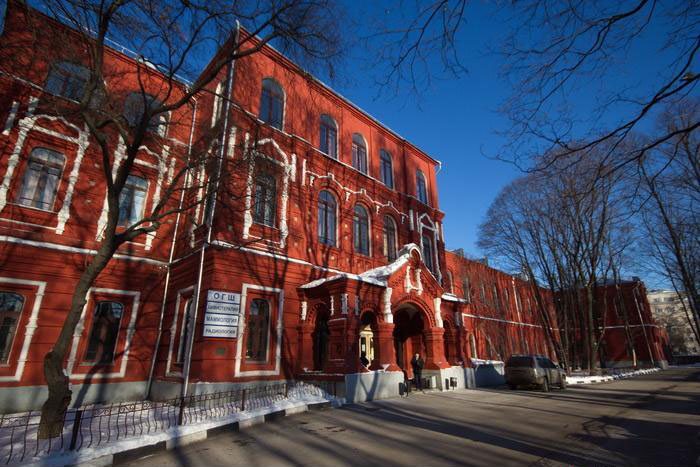
Главный корпус (д. 7, к. 1)
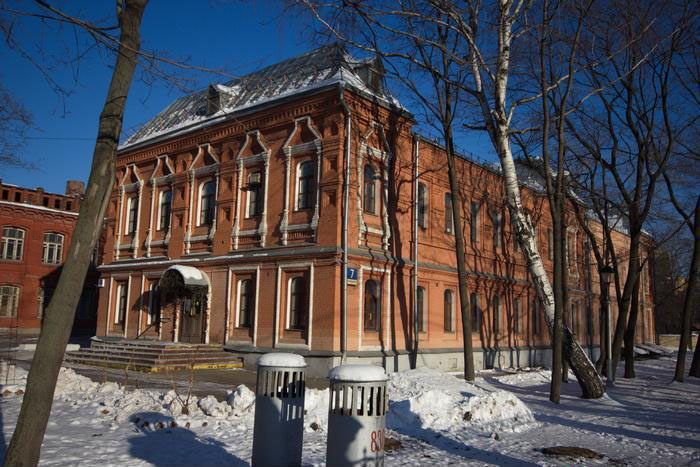
Дом 7, корпус 6
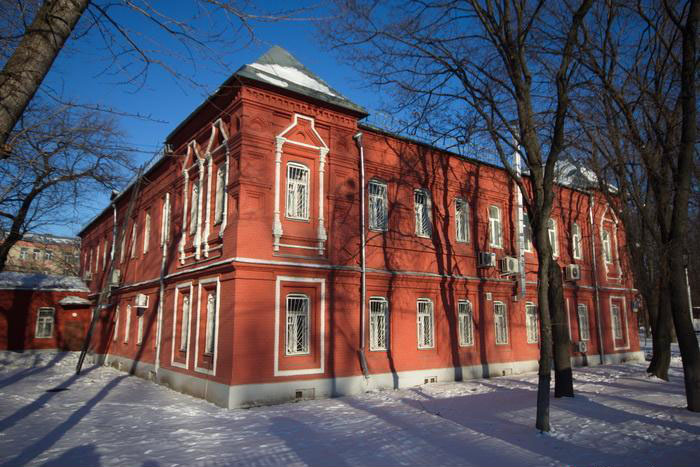
Дом 7, корпус 9